# アサシン クリードシリーズ
『アサシン クリードシリーズ』（英名:Assassin's Creed Series）は、ユービーアイソフトによるステルスゲーム。『アサシン クリード』とその続編などを含むシリーズ作品の総称である。略称はAC、アサクリ。

## 概要
プレイヤーはアサシン教団に属するアサシンとして、世界の人々をマインドコントロールしようとしているテンプル騎士団の野望を食い止めるため、彼らの暗殺を行う。
本シリーズの特徴的な点は、舞台となる各時代の街並みを忠実に再現しつつ、現在と過去の二元的表現がなされている点である。現代のアサシンの子孫であるデズモンド・マイルズが、アニムスと呼ばれる遺伝子記憶 を追体験する装置で過去の世界でのアサシンの活動を体験する。そのため、本作にはサイエンス・フィクションの要素も含まれている。
過去パートではフリーランニングと呼ばれるスポーツを基にした自由度の高いアクションが導入されており、本シリーズの特徴のひとつとなっている。プレイヤーは各時代のアサシン教団の一員、またはそれに準ずる者として活動し、人混みに紛れて監視の目をくぐり抜けながら、壁をよじ登る、僅かな足場から足場へと飛び移る、高所からのダイビングなどの特殊なアクションを駆使して標的を追い詰める。過去パートはそれぞれの物語が全て独立しているが、現代パートではそれらが一つに繋がった構成となっている。
『ブラザーフッド』や『ユニティ』はオンラインのマルチプレイに対応。アブスターゴ社の被検体の一人となり、様々なルールで対戦を行う事が出来る。
『オリジンズ』より「ディスカバリーツアー」を実装。ゲームのマップデータを用いゲームの舞台となった時代の歴史や文化等を紹介するガイド専用モードで、ゲーム内に登場する主人公を含めた様々なキャラクターを操作でき、戦闘は一切行えないが、その他の面では制限なく完全に自由に行動できる（操作方法はゲーム本編に準じる）。特定の地点が「ツアースポット」に設定されており、ツアーのスタート地点から順に辿ることで特定の事象について順に学ぶことができる。対応するゲーム本体を所有していれば無料でプレイできる他、ディスカバリーツアー単品でも販売されている。

## ゲーム内用語
アサシン教団
アサシンたちを取りまとめる秘密結社。鷲のようなフードがついた特殊な装束を着用する。
人間の自由意志を尊重し、平和と安全を目的とするため、力での支配による世界秩序を目論むテンプル騎士団とは何世紀にも渡り対立関係にある。
「隠れし者」を母体とし、現在はデズモンドの父「ウィリアム・マイルズ」が『師』を務めている。
実在したのではないかとされる伝説的な宗教団体『暗殺教団』を元ネタとしている。
アサシンクリード
“罪なき者に刃を向けるなかれ”“身をさらすなかれ”“決して仲間を裏切るなかれ”アサシンたちが守る3つの教義のこと。
アサシンブレード(ヒドゥンブレード)
アサシンが使用する武器。詳細はリンク先を参照。
アニムス
アブスターゴ社の開発したDNAから先祖の記憶（遺伝子記憶）を読み解く装置。アニムス・テクノロジーとしてアブスターゴ社が特許を有している。使い続けると「幻覚を見る」「現実感を喪失する」などの副作用「流入現象」が発生する。
アブスターゴ社はこれを利用して被検体の遺伝子記憶を読み取り、秘宝のありかや、かつて来たりし者たちの遺伝子を多く含む賢者の所在を突き止めようとしている。
アサシン側でも同様の装置が開発されており、テンプル騎士団に先立って秘宝を手に入れるために使用される。
また『アサシンクリードオリジンズ』以降は、採取したDNAの遺伝子記憶を血縁でない他者が追体験できる「どんな記憶にも入れる」アニムスが登場し、「レイラ・ハサン」が用いている。
『アサシンクリードヴァルハラ』で、イスの人間が「はるか昔に私達はこれ（アニムス）を作っている」ことを語っている。
アブスターゴ・インダストリーズ
通称・アブスターゴ社。1937年創業の世界最大の多国籍複合企業であり、そして20世紀以降におけるテンプル騎士団の表の顔である。製薬の他、フィットネス、軍事技術（スカンクワークス）、フィナンシャル、歴史調査、娯楽（アブスターゴ・エンターテインメント）など、高い市場浸透度を誇っている。
その絶大的な影響力から都合の悪い真実を隠蔽し、母体であるテンプル騎士団の目論む世界秩序実現に向け暗躍している。
従業員の全員がテンプル騎士団に属しているわけではなく、『オリジンズ』の現代編主人公「レイラ・ハサン」のようにアブスターゴ社の真実を知らずに働いており、後にアサシン教団に転籍する者もまれにいる。
イーグルダイブ
アサシンが高所から飛び降りる際の移動技術。両腕を広げた状態で飛び降り、藁などに着地する。
隠れし者創設より加入の儀式として取り入れられており、9世紀の隠れし者「ハイサム」は「隠れし者の中では、自分の知る限り出来ない人はいない」と述べている。
エデンの欠片(Piece of Eden/PoE)/秘宝
「エデンの果実」とも呼ばれる、かつて来たりし者が残したアーティファクト。高度な技術により自然法則を超えた超常的な能力を持つ。
形状は様々で、形状に応じた能力を持ち、世界各地で「奇跡を起こす道具」として神話や伝承などの形で語り継がれてきた。歴史上の偉人達が所持していた剣や杖、聖骸布なども秘宝とされる。ゲーム中では複数の秘宝を組み合わせることで、単体での能力とは異なる特別な能力を発揮する場面もある。
中でも、金属的光沢を持ち様々な模様が刻まれた球体は「エデンの林檎（リンゴ）」とも呼ばれ、かざすだけで人心を掌握し、操作する能力を持つ。「リンゴ」は複数個あり、その効力からテンプル騎士団に狙われており、アサシンたちはテンプル騎士団の手に秘宝が渡るのを阻止するため活動している。
また世界各地には秘宝の位置を示す監視室が秘密裡に設置され、秘宝そのものが監視室へ入る鍵となっており、テンプル騎士団・アブスターゴ社、時には古き結社が形状や効力を問わず秘宝を収集する動機のひとつとなっている。
ユービーアイソフトはグッズとして、主に「リンゴ」のレプリカを販売している。
隠れし者(The Hidden Ones)
紀元前44年にシワのバエクとアレクサンドリアのアヤによってエジプトで結成された秘密結社。自身らの情報を記録し残すことを規律によって禁じていたため（『ヴァルハラ』にて判明）、現代までその情報や資料が少なく未だ未知の存在である。
ローマ帝国衰退と同時にイングランドから撤収した隠れし者以降、始めてイングランドに到達したハイサムがその情報を収集したことで隠れし者からアサシン教団への移行が進んだとされている。
かつて来たりし者/先駆者/第一文明/イス(Isu)/古き者/ホモ・サピエンス・ディヴィニウス(HSD)
超古代文明人にして現生人類の創造者。詳細はリンク先を参照。
賢者
かつて来たりし者である「アイータ（ジュノーの夫）」がトバ・カタストロフを生き抜くための戦略としての実験の結果、後世に転生を繰り返し続けることとなった存在。
賢者の特徴としてどの時代の生まれ変わりも身体的特徴が完全に一致していることが挙げられ、ある日突然ジュノーから脳に直接語りかけられ、自分に課せられた運命と真実を知ることになる。また、同じ時代に同時に二人以上の賢者が存在することもある。
『アサシンクリードIV ブラックフラッグ』にて登場し、『アサシンクリードユニティ』ではアブスターゴ社は極めて高いイスDNAを有する賢者の行方を追うことを目的とし、それを『フェニックス・プロジェクト』と名付けている。
現在までに判明している賢者の多くは男性で、女性は『ヴァルハラ』のエイヴォルのみ。
シグマチーム
テンプル騎士「ユハニ・オッツォ・ベルグ」率いる対アサシン用のタスクフォースチーム。非常に強力であり、現代のアサシン教団の活動が大きく制限されている最大の理由である。
タカの眼(Eagle Vision)
かつて来たりし者と人間の混血者特有の特殊能力。使用すると本来視認できない情報（目標や敵の位置、重要な箇所など）が明るく浮かび上がる。
こうした能力を持つアサシンはいずれも偉業を成し遂げており、そういった存在が各作品におけるアニムス内主人公として扱われていることが多い。
デズモンド・マイルズ
『無印アサシンクリード』から『アサシンクリードIII』までの現代編主人公。通称・被検体17号。死後もなお、様々な角度からアサシンクリード世界の命運を左右する必要不可欠な存在。
詳細はリンク先を参照。
レイラ・ハサン
『アサシン クリード オリジンズ』から 『アサシン クリード ヴァルハラ』までの現代編主人公。初登場時はアブスターゴ社員、『オデッセイ』以降はアサシン教団と行動を共にする。『オデッセイ』主人公のカサンドラ(アレクシオス)からヘルメス・トリスメギストスの杖を継承した不死者。イスの力は制御しきれていない。
テンプル騎士団(Templar)
秘宝のもつ「力」により、絶対的な世界秩序の確立を目的とする秘密結社。世界中の歴史の陰で暗躍しており、アサシン教団とは対立関係にある。
史実では「キリストとソロモン神殿の貧しき戦友たち」という正式名称をもつテンプル騎士団は、1312年ジャック・ド・モレーが総長を務める時代に解体されたことになっているが、それは表向きの歴史であり、今日に至るまで理想とする世界秩序の実現がなされるまで活動し続けている。
「古き結社」は実質的な前身組織とされており、『ヴァルハラ』において古き結社からテンプル騎士団への移行が示唆される内容が描かれている。
トバ・カタストロフ
イス（かつて来たりし者たち）が滅んだ直原接因とされる7万5000年前に起きた大災害。
トバ・カタストロフによって滅びたイスとは対象に、「ホモ・ネアンデルターレンシス、ホモ・サピエンス・サピエンスは大災害を生き残り、更にイスが残した遺跡を荒らし、物品を持ち去った」とアブスターゴは調査している。
ヘリックス
「歴史があなたの遊び場です。」をコンセプトに2014年にアブスターゴ・エンターテインメント社が販売したバーチャル・エクスペリエンス（疑似体験）、アニムス・テクノロジーに基づくアトラクション。
実際はアブスターゴ社によるアンチアサシン教団プロパガンダであり、様々な捏造、改変を行い世論のアサシン教団というカルト集団に対する印象を貶める目的で作成されている。
『IV ブラックフラッグ』ではアブスターゴ・エンターテインメント社社員として、『ユニティ』『アサシンクリードシンジケート』では実際にリリースされたヘリックスをプレイする一介のユーザーとしての立場で、プレイヤーは2つの秘密結社の争いに巻き込まれることになる。
古き結社(The Order of Ancients)
紀元前1334年、古代エジプトのファラオ「スメンクカーラー」によって結成された現代のテンプル騎士団の前身となる組織。テンプル騎士団との決定的な違いは「イス」への崇拝であり、地球上にイスの社会を再現させることを最終目標としている。
シリーズ中最古の時代を描いた『アサシンクリードオデッセイ』ではアケメネス朝ペルシアで、『オリジンズ』ではプトレマイオス朝エジプトにてその活動が確認されており、『ヴァルハラ』においてはローマ帝国衰退後のイングランドを支配している。
宝物庫
第一文明の遺跡の通称。大神殿や観測所と呼ばれるものなど様々。
預言者
後世の人類がアニムスを用い、遺伝子記憶を通じて秘宝や宝物庫を目指すことを予期していたイスが、自分たちの言葉をアサシンに向けて話し、後世の人間に伝えるとき、その仲介者たる存在を「預言者」と呼んでいる。
15世紀イタリアのマスターアサシン、エツィオ・アウディトーレはミネルヴァより「預言者」と呼ばれている。
流入現象
アニムスを使い続けることによって起こる非常に危険を伴う副作用。祖先の記憶や体験などが流れ込む。
デズモンドのように類稀なる素質を持つ人間であれば、これを利用して祖先の優れた能力を短時間で習得できるが、通常は祖先の記憶と現在の意識の混同が起き、頻繁に幻覚を見て苦しむことになるため、慎重なメディカル・ケアを要する。

## ゲーム作品

### 本編
- 『アサシン クリード』（2007年発売）
- 『アサシン クリード II』（2009年発売）
- 『アサシン クリード ブラザーフッド』（2010年発売）
- 『アサシン クリード リベレーション』（2011年発売）
- 『アサシン クリード III』（2012年発売）
- 『アサシン クリード IV ブラック フラッグ』（2013年発売）
- 『アサシン クリード ローグ』（2014年発売）
- 『アサシン クリード ユニティ』（2014年発売）
- 『アサシン クリード シンジケート』（2015年発売）
- 『アサシン クリード オリジンズ』（2017年発売）
- 『アサシン クリード オデッセイ』（2018年発売）
- 『アサシン クリード ヴァルハラ』（2020年発売）
- 『アサシン クリード ミラージュ』（2023年発売）
- 『アサシン クリード シャドウズ』（2025年発売）

### スピンオフ作品
※は正史扱い（ユービーアイソフトHPのシリーズ一覧に記載があるもの）。
- 『アサシン クリード アルタイルクロニクルズ』
- 『アサシン クリード II ディスカバリー』
- 『アサシン クリード ブラッドライン』※
- 『アサシン クリード II マルチプレイヤー』
- 『アサシン クリード ロストレガシー』は、ニンテンドー3DS対応で開発されていたが、2011年7月に中止がアナウンスされ、コンセプトは2011年11月15日に北米発売された『Assassin's Revelations』に組み込まれた[10]。
- 『アサシン クリード III レディ リバティ』※
- 『アサシンクリード パイレーツ』Android, iOS
- 『アサシン クリード メモリーズ』iOS
- 『アサシン クリード クロニクル』※
- 『アサシン クリード アイデンティティ』
- 『アサシン クリード リベリオン』

### モバイル版
- 『アサシン クリード』
- 『アサシン クリード II』
- 『アサシンクリード ミラージュ』

### FaceBookアプリ
- 『アサシン クリード プロジェクトレガシー』

## 他のメディア
各国で出版されているが英語版（無いものは括弧内に記す）と日本の作品を列記している。

### 小説
- 『Assassin's Creed: The Invisible Imam』（発売中止）
- 『Assassin's Creed: Renaissance』 ISBN 978-0441019298
  - 『アサシン クリード 預言』 ISBN 978-4863323612
- 『Assassin's Creed: Brotherhood』 ISBN 978-0241951712
  - 『アサシン クリード 血盟 上』 ISBN 978-4864910569
  - 『アサシン クリード 血盟 下』 ISBN 978-4864910576
- 『Assassin's Creed: The Secret Crusade』 ISBN 978-0241951729 （宗教上の問題があったInvisble Imamの修正版）
- 『Assassin's Creed: Revelations』 ISBN 978-0241961087
- 『Assassin's Creed: Forsaken』 ISBN 978-0718194543
- 『Assassin's Creed: Black Flag』 ISBN 978-0718178154
- 『Assassin's Creed: Unity』 ISBN 978-0425279731
- 『Assassin's Creed: Underworld』 ISBN 978-0425279748
- 『An Assassin's Creed Series: Last Descendants』 ISBN 978-1407161693
- 『An Assassin's Creed Series: Last Descendants Tomb of the Khan』 ISBN 978-0545855532
- 『An Assassin's Creed Series: Last Descendants Fate of the Gods』 ISBN 978-1338163957
- 『Assassin's Creed: Heresy』ISBN 978-1945210020
- 『Assassin's Creed: The Official Movie Novelization,』  ISBN 978-1945210051
  - 『アサシン クリード〔公式ノヴェライズ〕』 ISBN 978-4150414092
- 『Assassin's Creed: Origins Desert Oath』 ISBN 978-1945210280
  - 『アサシン クリード オリジンズ 砂上の誓い 上』 ISBN 978-4801915367
  - 『アサシン クリード オリジンズ 砂上の誓い 下』 ISBN 978-4801915374
- 『Assassin's Creed: Odyssey』 ISBN 978-1405939737
- 『Assassin's Creed : Valhalla: Geirmund's Saga』 ISBN 978-1839080609

### コミック・グラフィックノベル
- 『Assassin's Creed: The Fall』 ISBN 978-2924006016
- 『Assassin's Creed: The Chain』 ISBN 978-2924006054（「The Fall」の続編）
- 『Assassin's Creed: Brahman』 ISBN 978-2924006085
- 『Assassin's Creed: 1 Desmond』 ISBN 978-1781163405
- 『Assassin's Creed: 2.Aquilus』 ISBN 978-1781163412
- 『Assassin's Creed: 3 Accipiter』 ISBN 978-1781163429
- 『Assassin's Creed: 4 Hawk』 （英語版無し）
- 『Assassin's Creed: 5: El Cakr』 （英語版無し）
- 『Assassin's Creed: 6: Leila』 （英語版無し）
- 『Assassin's Creed: Subject 4』  ISBN 978-2924006061
- 『アサシン クリード4 ブラック フラッグ 覚醒 1』 ISBN 978-4088797663
- 『アサシン クリード4 ブラック フラッグ 覚醒 2』 ISBN 978-4088900230
- 『Assassin's Creed: Volume 1 Trial by Fire』 ISBN 978-1782763055
- 『Assassin's Creed: Volume 2 Setting Sun』 ISBN 978-1782763062
- 『Assassin's Creed: Volume 3 Homecoming』 ISBN 978-1782763109
- 『An Assassin's Creed Series: Templars Volume 1 Black Cross』 ISBN 978-1782763116
- 『An Assassin's Creed Series: Templars Volume 2 Cross of War』 ISBN 978-1782763123
- 『An Assassin's Creed Series: Last Descendants LOCUS』 ISBN 978-1782763130
- 『Assassin's Creed Uprising: 1 Common Ground』 ISBN 978-1782763079
- 『Assassin's Creed Uprising: 2 Inflection Point』 ISBN 978-1782763093
- 『Assassin's Creed Uprising: 3 Finale』 ISBN  978-1785867941
- 『Assassin's Creed: Reflections』 ISBN 978-1782763147
- 『Assassin's Creed: Origins』 ISBN 978-1782763086
- 『Assassin's Creed: Conspiracies』 ISBN 978-1785867194
- 『Assassin's Creed: Conspiracies #2』 電子書籍（他国語版には紙媒体もあり）
- 『アサシンクリード チャイナ 1』ISBN 978-4091575890
- 『アサシンクリード チャイナ 2』ISBN 978-4091575906
- 『Assassin's Creed : Bloodstone Vol,1』 ISBN 978-1787734258
- 『Assassin's Creed : Bloodstone Vol,2』 ISBN 978-1787734593
- 『Assassin's Creed : Valhalla: Song of Glory』 ISBN 978-1506719290

### 映像作品

#### 映画
- 『アサシン クリード リネージ』
- 『アサシン クリード エンバース』
- 『アサシン クリード』

#### テレビドラマ
- 『アサシン クリード』

## 今後の展開
本シリーズは当初、三部作とされていたが、プロデューサーのSébastien Puelが"we could do 35 of these."（35作も出来てしまう）と発言するなど、更なるシリーズ展開が予想されている。

### その他の作品
Massive Entertainmentスタジオが、アサシン クリードシリーズのプロジェクトに参加することがユービーアイ社のTwitter上で発表された。同スタジオは今までリアルタイムストラテジーのみを制作してきており、シリーズのジャンルを超えた展開となるかもしれないと予想されている。